# Гарретт, Тея
Тея Фалзон Гарретт (англ. Thea Falzon Garrett) — мальтийская певица. Бывшая участница альт-рок группы «Inspired». После распада группы в 2011 году занялась сольной карьерой. Она принимала участие на Евровидении 2010 как участница от Мальты с песней «My Dream» («Моя мечта»). В первом полуфинале Тея набрала всего 45 очков, и расположилась на 12-й позиции, из-за чего исполнительница не смогла пройти в финал.
В близких отношениях с Марцином Мрозиньским, другим участником Евровидения 2010.

## Дискография

### Синглы
- My Dream (2010)
- Front Line (2011)[3]
- In Our Love (feat. Марцин Мрозиньский) (2011)[4]
- Walk On By (2011)